# والتر إي. فوران
والتر إي. فوران (بالإنجليزية: Walter E. Foran)‏ هو سياسي أمريكي، ولد في 14 مايو 1919 في الولايات المتحدة، وتوفي بنفس المكان في 8 ديسمبر 1986 بسبب سرطان الرئة. حزبياً، نشط في الحزب الجمهوري. وقد انتخب عضو مجلس ولاية نيوجيرسي وانتخب عضو جمعية نيوجيرسي العامة.